# Konkursowa Jazda Samochodem

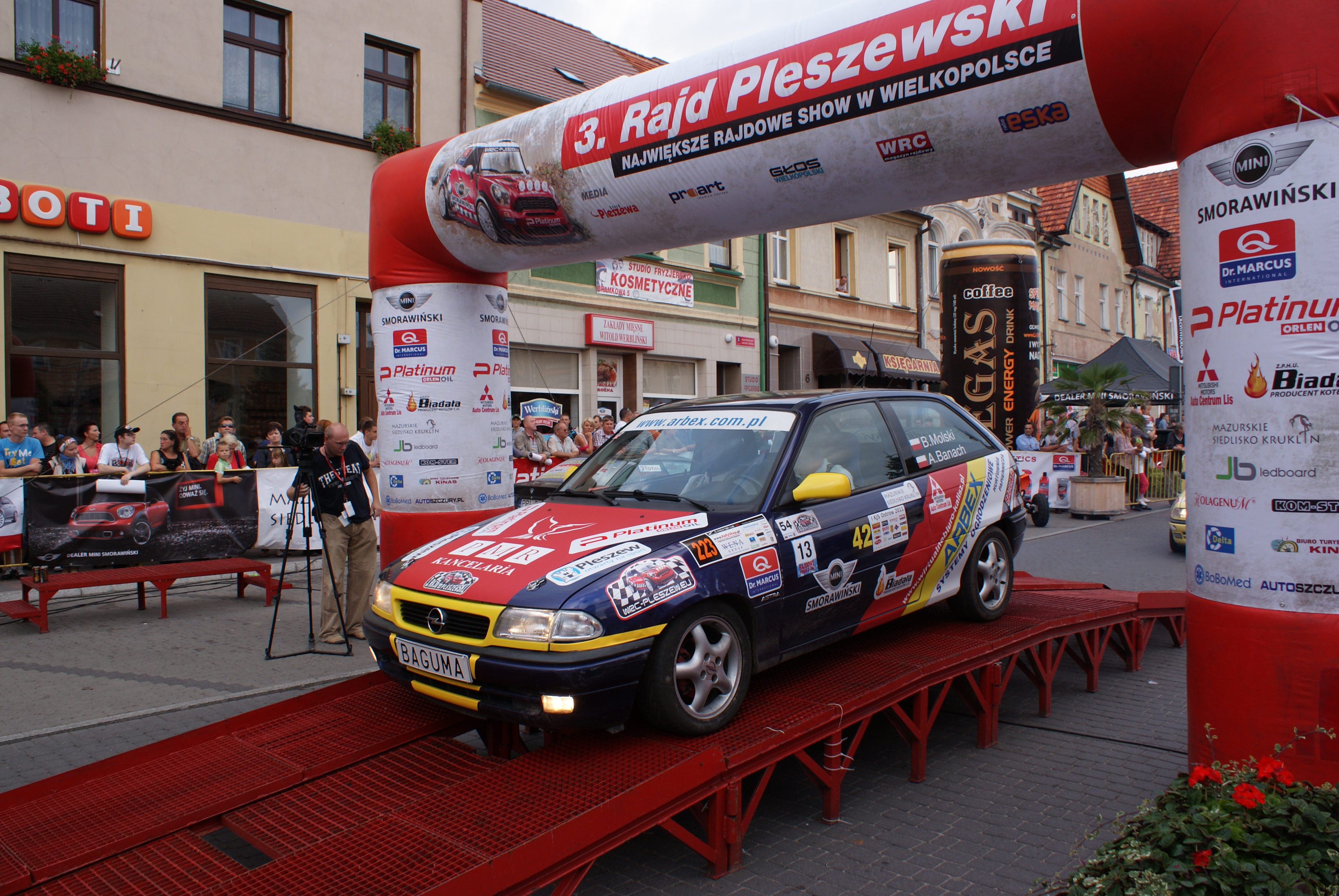
ASTRA GSI – KJS 3. Rajd Pleszewski

Konkursowa Jazda Samochodem (w skrócie KJS) – impreza samochodowa o charakterze otwartym dla kierowców nieposiadających licencji sportów samochodowych. W odrębnej „kategorii gość” dopuszcza się udział innych zawodników licencjonowanych klasyfikowanych.

## Zasady i regulamin
Do startów dopuszczane są samochody posiadające homologację drogową i aktualne badanie techniczne. Nie są wymagane inne środki bezpieczeństwa (odzież sportowa, klatki bezpieczeństwa, pasy wielopunktowe, systemy gaśnicze etc.). Jedynym dodatkowym wymogiem w stosunku do jazdy drogowej – jest posiadanie kasku.
Konkursowa Jazda Samochodem odbywa się według regulaminów PZM i powinna zawierać:
- jazdę okrężną o długości minimum 40 km odbywając się po drogach publicznych zgodnie z obowiązującymi przepisami o ruchu drogowym – SO
- min. 2 punkty kontroli czasu – PKC
- min. 6 prób w tym przykładowo:
  - min. 2 próby zwrotności – Sz
  - min. 1 prób zrywu i hamowania – Szh
  - min. 3 próby slalomowe – SL

Przynajmniej dwie próby powinny być zakończone metą lotną.
Próby zwrotności, slalomowe oraz zrywu i hamowania są zawierane naraz w jednej bądź kilku próbach o charakterze rajdowym, które od prawdziwych odcinków specjalnych różnią się mniejszą długością próby oraz znacznie niższą średnią prędkością, jaką da się uzyskać.

## Załoga
Załogę stanowi kierowca i pilot, który musi mieć ukończone co najmniej 17 lat. Może on posiadać licencję kierowcy wyścigowego lub rajdowego, lecz w czasie zawodów nie może prowadzić samochodu.

## KJS-y
- 3. Rajd Pleszewski – 3. Rajd Pleszewski
- AB CUP – Bydgoski AB CUP
- Rajd Magnolii